# 甘洛紫堇
甘洛紫堇（学名：[Corydalis schusteriana] 错误：{{Lang}}：文本有斜体标记（帮助））为罂粟科紫堇属下的一个种。

## 扩展阅读
- 維基物種上的相關：甘洛紫堇